# Chiesa di San Pietro in Vincoli (Brenzone sul Garda)
La chiesa di San Pietro in Vincoli è una chiesa cattolica situata a Campo, frazione del comune di Brenzone sul Garda in provincia di Verona; è sussidiaria della parrocchiale di San Giovanni Battista di Magugnano e fa parte della diocesi di Verona.

## Storia

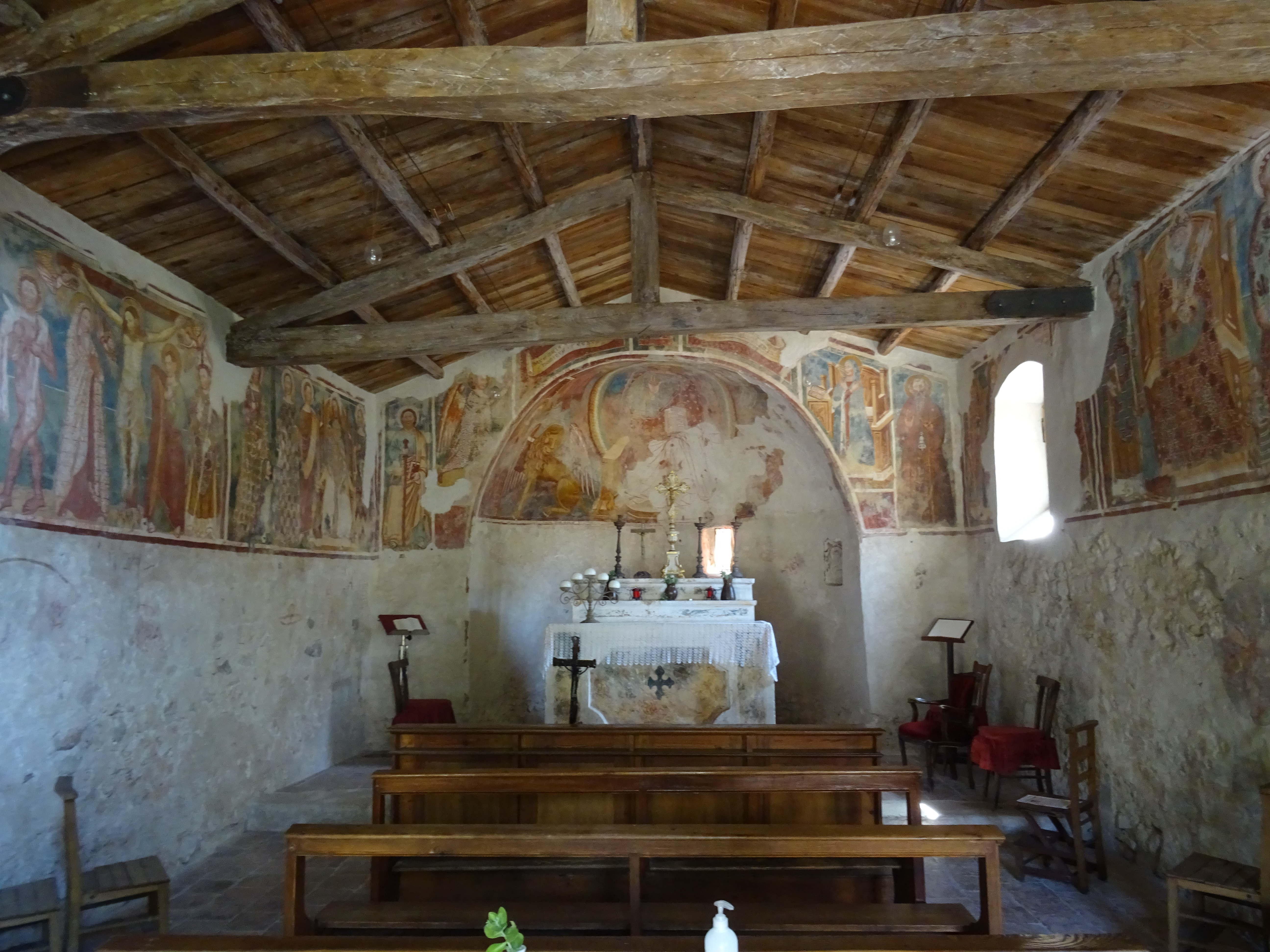
Interno

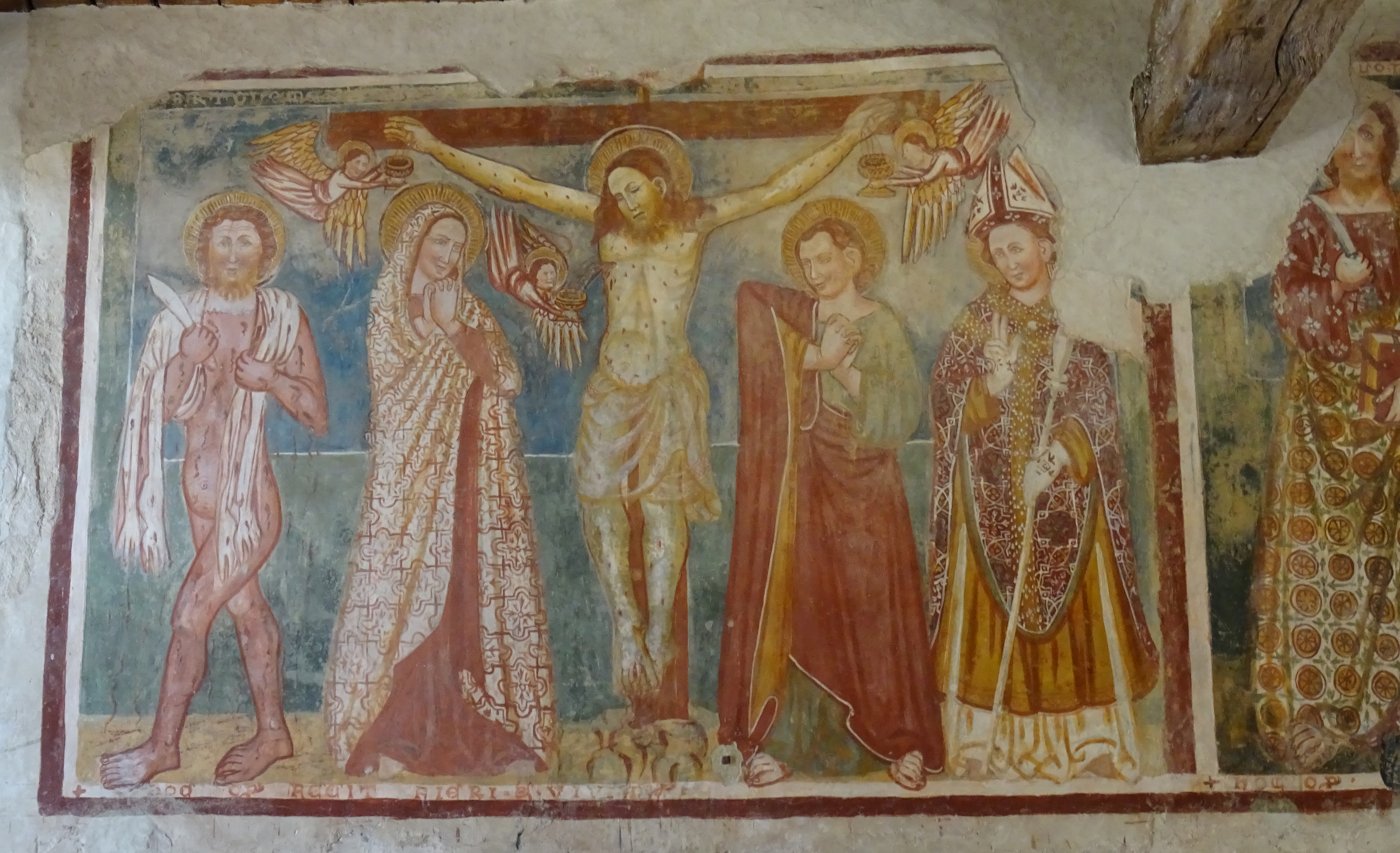
Primo riquadro della parete sinistra: crocifissione con santi

La data di fondazione di questa chiesa è ignota (secondo alcune analisi, prive per il momento di conferma, la costruzione potrebbe essere antecedente al XII secolo); era però sicuramente esistente nel 1358, data in cui Giorgio di Federico da Riva, fratello del più noto Giacomo, eseguì gli affreschi; la prima citazione documentale è invece ben più tarda, in testamenti del 1424 e del 1446.
Intorno alla metà del Quattrocento venne istituita la parrocchia di Brenzone per distacco dalla pieve di Malcesine; la chiesetta di San Pietro venne quindi elevata essa stessa a parrocchia, sussidiaria di quella di Brenzone; in quel periodo è documentata anche la presenza di un cimitero nei pressi. Nel corso del Settecento venne completamente rifatta la facciata, e nel 1806 la parrocchia venne soppressa e la proprietà dell'immobile passò al regio demanio, ma le aste per venderla andarono deserte; dopo il 1825 venne quindi riaperta al culto, e nuovamente ceduta alla parrocchia di Brenzone.
L'edificio è stato restaurato nel 1999 e nel 2003.

## Descrizione
La chiesa sorge all'estremità meridionale dell'antica contrada di Campo, oggi in gran parte disabitata; orientata regolarmente verso est, è di piccole dimensioni, preceduta da un modesto sagrato, ed è priva di campanile. 
L'aspetto esterno dell'edificio è sobrio; si presenta con facciata a capanna, aperta dal portale d'ingresso e da tre finestre rettangolari, due ai lati dell'accesso e una in alto al centro (quest'ultima era in origine un più consueto oculo). Sono presenti altre due finestrelle quadrangolari: una, contornata in tufo e con imbotte strombato, sulla parete meridionale, e l'altra, piccola, in posizione decentrata nell'abside. Il tetto è coperto con coppi in laterizio.
L'interno è ad aula unica, pavimentata con piastrelle di cotto e coperta da capriate e travi lignee a vista; il presbiterio, rialzato con un gradino di pietra bianca, termina con la piccola abside semicircolare chiusa da catino in muratura. Dell'altare è rimasta solamente la mensa in muratura, poiché la pala, dipinta da Bartolomeo Zeni, è stata spostata nella parrocchiale di Brenzone.

### Affreschi

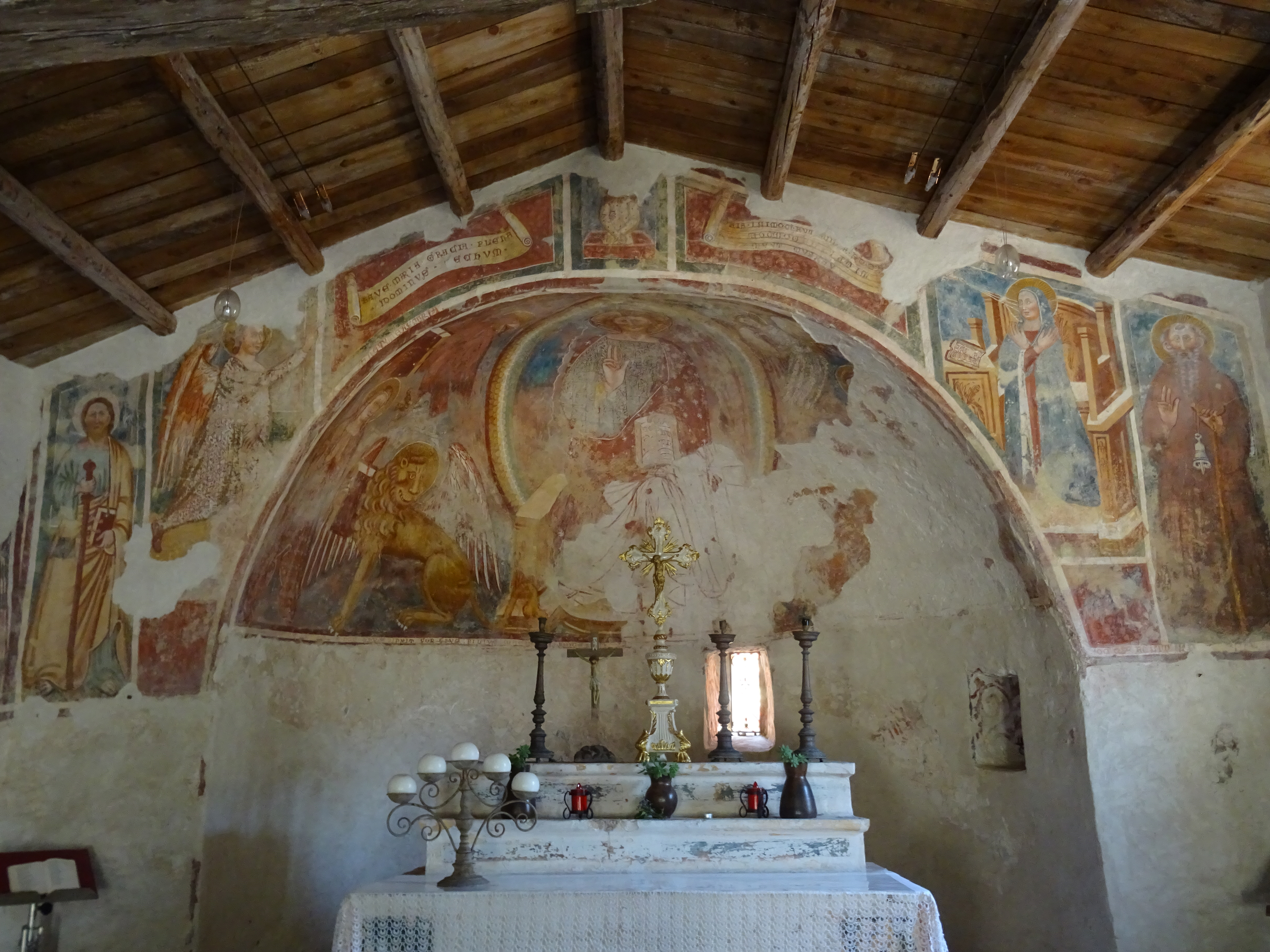
Affreschi della parete di fondo e dell'abside

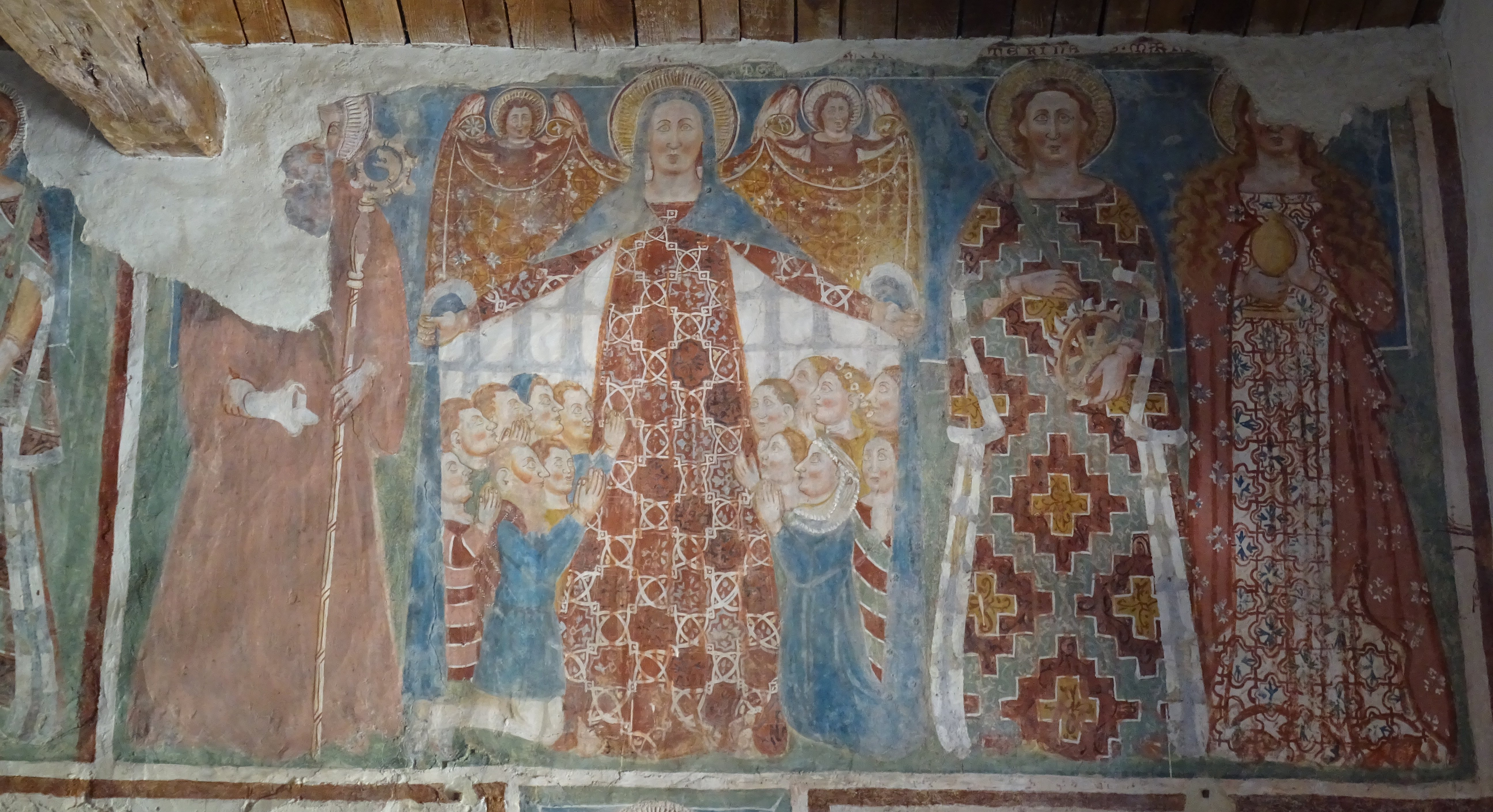
Primo riquadro della parete destra: Madonna della Misericordia con santi

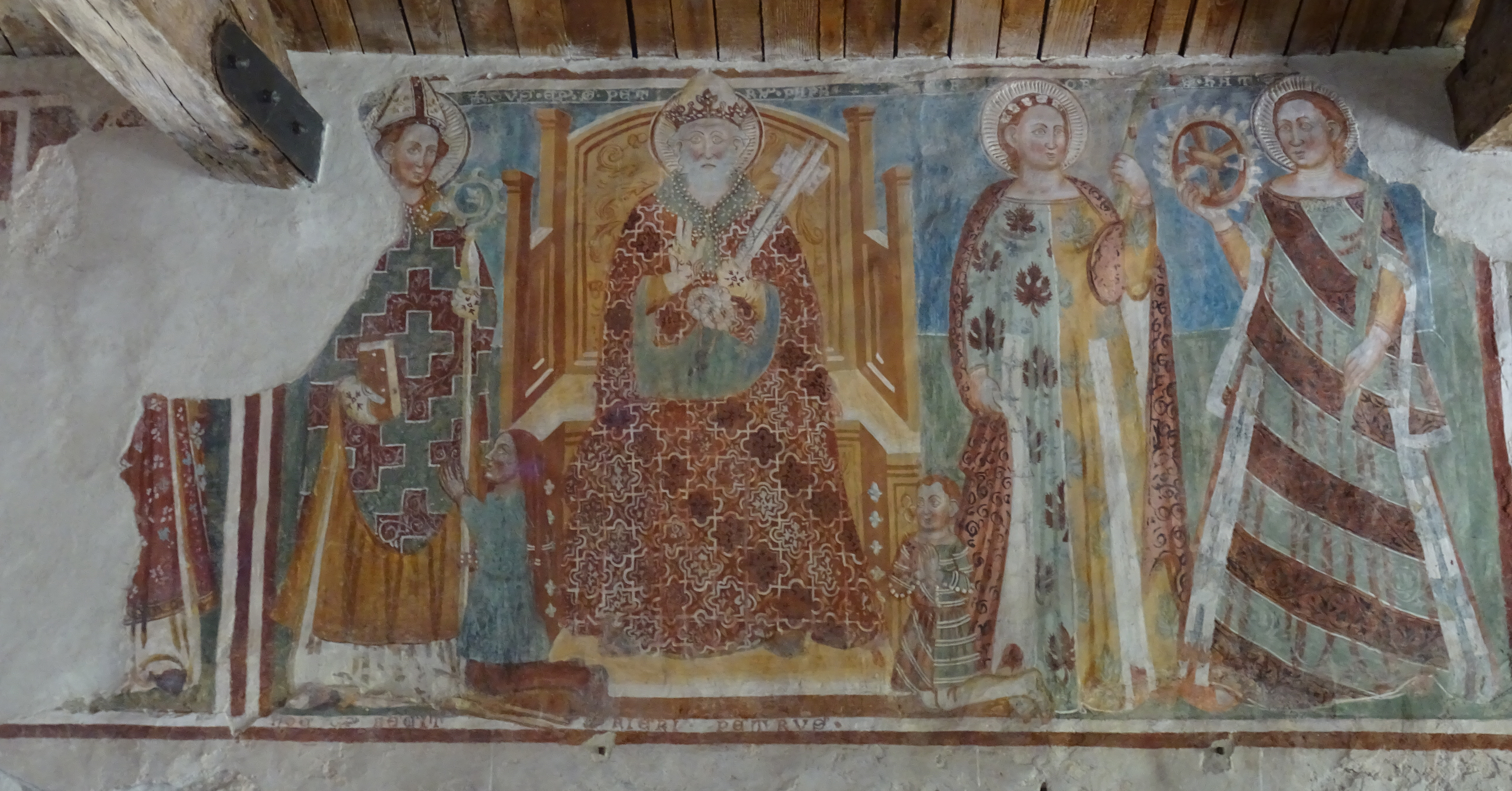
Secondo riquadro della parete destra: san Pietro in trono con santi

La chiesa è notevole per l'esteso ciclo di affreschi che scorre sul registro alto di gran parte delle pareti (esclusa quella di controfacciata, forse anch'essa affrescata prima della ricostruzione). 
Sulla parete nord si stagliano due larghi riquadri: il primo, commissionato da un tal Viviano, rappresenta la crocifissione di Gesù, con tre angioletti che raccolgono in altrettante coppe il sangue che sgorga dalle ferite del Cristo: a sinistra del crocifisso vi sono la Madonna e san Bartolomeo (scuoiato e con il coltello in mano), a destra san Giovanni e un santo vescovo benedicente. L'altro riquadro rappresenta una Madonna allattante in trono: alla sua destra santa Caterina d'Alessandria con la ruota dentata, alla sua sinistra un altro san Bartolomeo, santa Lucia e san Giovanni Battista con il rotolo riportante la citazione biblica vox clamantis in deserto; inginocchiati vi sono i due committenti, Bartolomeo e Ingelterio.
Più affollata la parete destra, con tre ampi riquadri; quello di sinistra è andata quasi totalmente perso con l'apertura della finestra, e di esso si intravedono frammenti di un santo vescovo e di una Madonna in trono. Il riquadro centrale, stretto tra gli attacchi delle travi, riporta san Pietro in trono con chiavi e tiara papale; sulla sinistra un santo vescovo, e sulla destra le sante Dorotea (con le roselline bianche tra i capelli) e Caterina d'Alessandria (con la ruota dentata); in ginocchio ai piedi della cattedra sono i due devoti committenti, uno dei quali si chiamava proprio Pietro. L'ultimo riquadro a destra contiene la Madonna della Misericordia, con la popolazione raccolta sotto al suo manto; anche qui la figura centrale è accompagnata da altri santi: Antonio abate sulla sinistra, Caterina d'Alessandria e Maria Maddalena sulla destra. Al di sotto, un ulteriore riquadro, più stretto, ospita un altro sant'Antonio abate.
Gli affreschi della parete di fondo sono fiancheggiati da un san Giacomo il Maggiore vestito da pellegrino sulla sinistra, e dall'ennesimo sant'Antonio abate a destra. Le pitture centrali seguono la curvatura dell'archivolto e rappresentano la scena dell'Annunciazione, con l'angelo Gabriele e Maria che regge un libro con i versi salve regina misericordiosa, mentre in alto al centro, a mo' di chiave di volta, vi è l'immagine del Cristo flagellato che emerge a mezzobusto da un sarcofago. Intramezzano queste tre figure due papiri con iscrizioni che riprendono il dialogo biblico tra l'angelo e la vergine: quello di sinistra riporta la frase ave maria gracia plena / dominus tecum, quello di destra ecce a[ncilla] domini fiat / michi secundum / verbuum tuum. Quest'ultimo però ha le parole scritte al contrario (quindi taif inimod aut e via dicendo), con anche le singole lettere specchiate: probabilmente ciò accadde perché il testo venne forato su un cartone da usare come normografo, e chi dovette poi copiarlo sul muro, evidentemente analfabeta, capovolse per sbaglio il supporto; peculiare risulta non tanto l'errore, quanto la mancata correzione.
Concludono il ciclo gli affreschi del catino absidale: qui campeggia al centro il Cristo Pantocratore in un'ampia mandorla, con agli angoli i simboli del tetramorfo in luogo dei quattro evangelisti, e sui fianchi gli altri due membri della deesis, ossia la Vergine Maria e san Giovanni Battista. Una buona parte di questo affresco è perduta: sono scomparsi il bue di san Luca, quasi tutto il corpo del Battista e anche parte del Cristo.
La firma dell'autore degli affreschi, un Giorgio di Federico da Riva che fu fratello del più celebre Giacomo, è leggibile in due frammenti d'iscrizione: uno nell'abside (hoc opvs pinxit çorçivs filivs magistri Federici) e l'altro nel riquadro sinistro, in gran parte perduto, della parete meridionale ([---ann]o D[omi]ni M[---]LVIII in / [dicione X]I).